# Gigthis

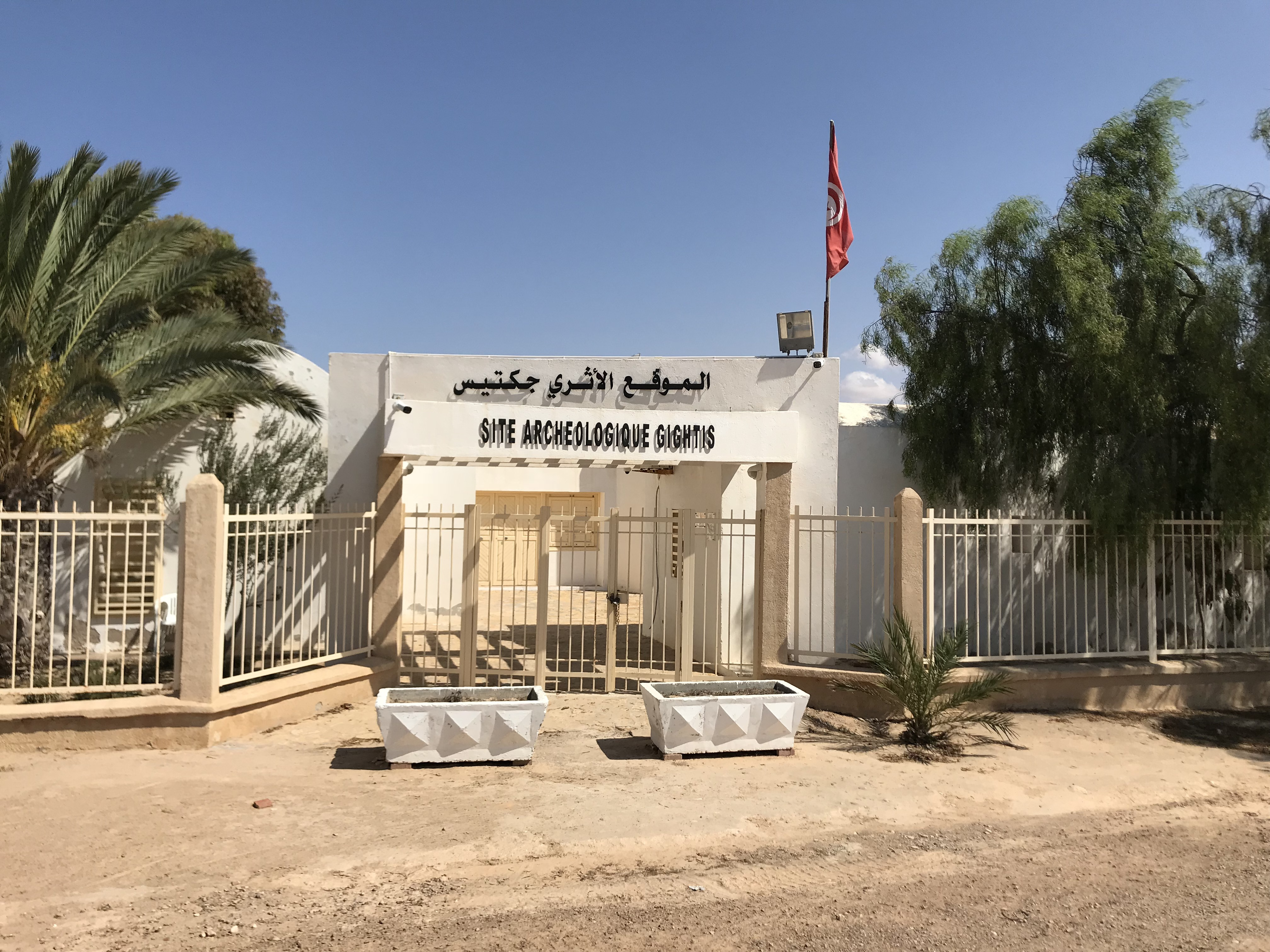
Entrée du site.

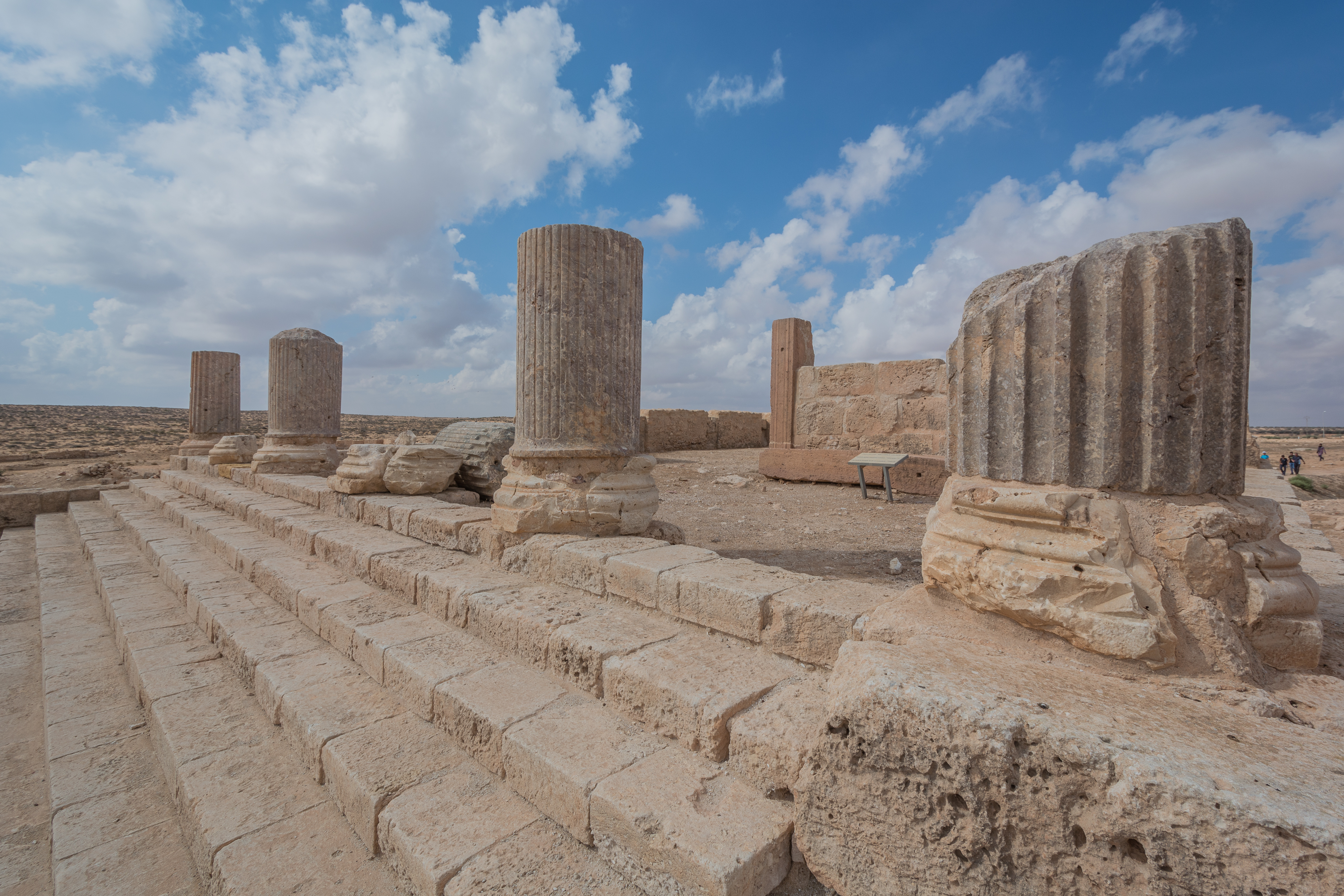
Ruines du forum.

Gigthis (arabe : جكتيس, soit Jektiss ou Jektis) est un site antique situé dans le sud de la Tunisie, sur le territoire du gouvernorat de Médenine.
Le site se trouve au fond du golfe de Boughrara, face à l'île de Djerba, sur la route antique reliant Carthage à Leptis Magna.
D'origine punique, la cité de Gigthis fait partie, au VIe siècle av. J.-C. du territoire soumis à Carthage. Au Ier siècle, Gigthis est déjà une ville au tissu urbain assez élaboré. Cependant, ce n'est qu'au IIe siècle qu'elle devient municipe sous l'empereur Antonin le Pieux.
Dès lors, elle ne cesse de s'épanouir pour devenir, grâce à son essor économique, l'une des cités-comptoir les plus belles et les plus prospères du golfe de Boughrara et un centre autour duquel gravitent les cités riveraines.
Au milieu de Gigthis se trouve le forum romain. Tout autour se dressent des édifices religieux et officiels dont le plus important est le capitole. Sur la lisière de la ville s'étendent les vestiges d'une série d'habitations bourgeoises dont certaines gardent les traces de très beaux corridors pavés de mosaïques monochromes et polychromes.

## Culture moderne
Le nom antique de la ville, le plus souvent sous sa forme translittéré en caractères latins via l'arabe, continue à être utilisé en Tunisie pour des noms d'entreprises et divers produits.

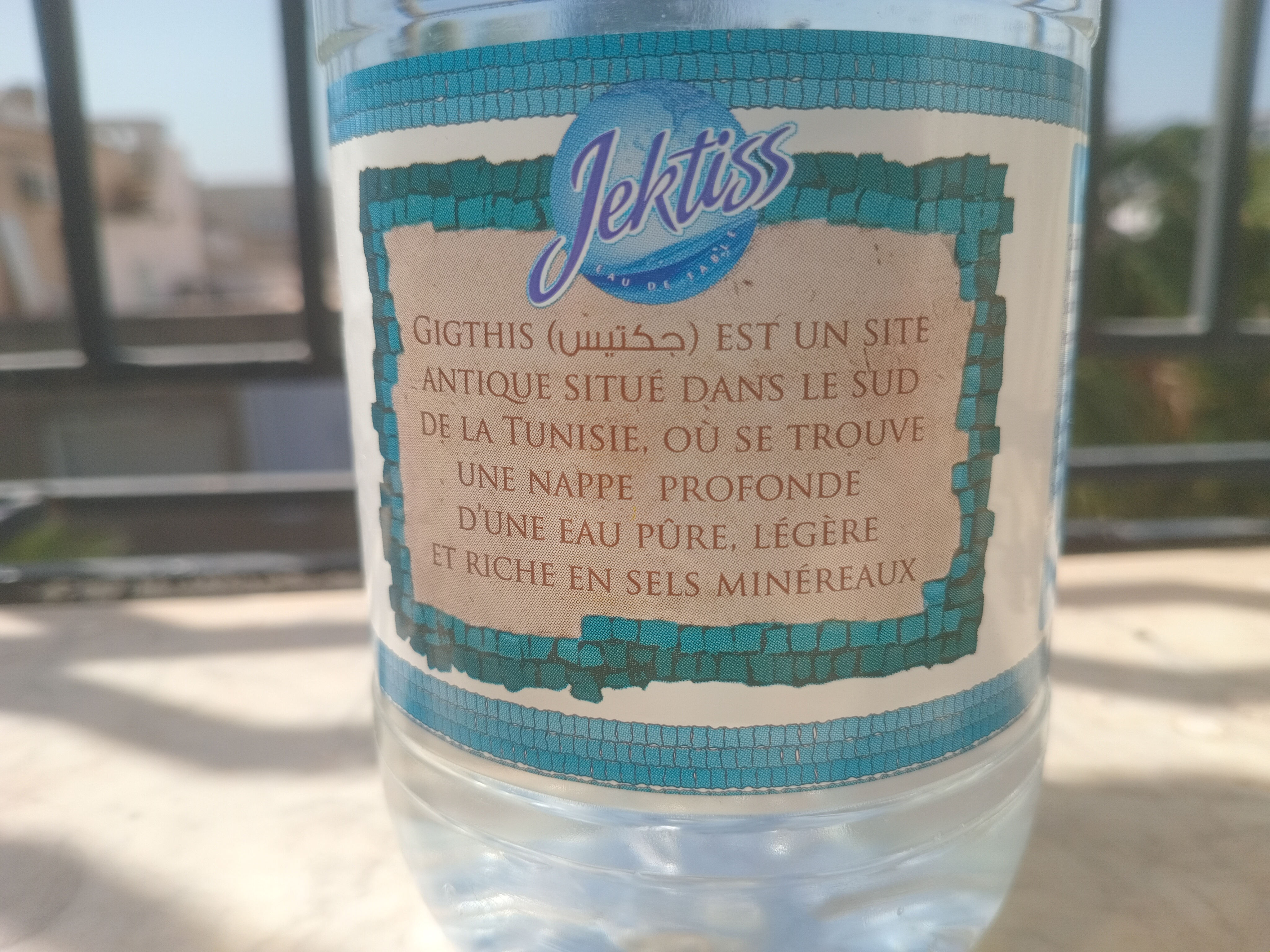
Étiquette de l'eau minérale Jektiss.

La marque d'eau minérale captée à proximité du site à Boughrara, et embouteillée non loin par la Société des boissons de Tunisie à Koutine fait expressément référence à la cité antique sur ses étiquettes. Le nom est suffisamment célèbre en Tunisie pour que des utilisateurs les plus divers (céramique, meubles, agroalimentaire, etc.) l'aient choisi comme marque. Ceci est vrai, non seulement dans la grande région (par exemple l'entreprise Jektis Agro implantée à Zarzis ou dans le cas du nom de l'un des bacs faisant la navette entre Ajim sur l'île de Djerba et Jorf dans la délégation de Sidi Makhlouf sur le continent), mais aussi pour des entités au niveau national (comme l'agence de voyage Jektis Travel sise à l'Ariana).